# Batophila olexai
Batophila olexai là một loài bọ cánh cứng trong họ Chrysomelidae. Loài này được Král miêu tả khoa học năm 1964.